# 신일제약
신일제약 주식회사(Sinil Pharmaceutical Co. Ltd. )은 대한민국의 기업이다. 본사는 충청북도 충주시 앙성면 복상골길 28에 위치해 있다. 대표이사는 홍성소 회장의 장녀인 홍재현이다. 2024년 천연물 치료제 신약개발 전부 중단하였다. 상장 제약사 영업이익률은 5위에 드는 높은 실적을 보이고 있다

## 역사
- 1999년 8월: 코스닥 증권시장에 상장
- 2023년 9월: 최대주주가 홍성소에서 홍재현으로 변경